# Tỉnh trưởng Chính phủ Nhân dân tỉnh Sơn Tây
Tỉnh trưởng Chính phủ Nhân dân tỉnh Sơn Tây (Tiếng Trung Quốc: 山西省人民政府省长, Bính âm Hán ngữ: Shān Xī xǐng Rénmín Zhèngfǔ Shěng zhǎng, Từ Hán - Việt: Sơn Tây tỉnh Nhân dân Chính phủ Tỉnh trưởng) được bầu cử bởi Đại hội Đại biểu nhân dân tỉnh Sơn Tây, lãnh đạo bởi thành viên của Đảng Cộng sản Trung Quốc. Cán bộ, công chức lãnh đạo, là Tỉnh trưởng Chính phủ Nhân dân tỉnh Sơn Tây có cấp bậc Bộ trưởng, thường là Ủy viên Ủy ban Trung ương Đảng Cộng sản Trung Quốc các khóa. Tỉnh trưởng Chính phủ Nhân dân là lãnh đạo thứ hai của tỉnh, đứng sau Bí thư Tỉnh ủy. Tỉnh trưởng Chính phủ Nhân dân tỉnh Sơn Tây đồng thời là Phó Bí thư Tỉnh ủy Sơn Tây.
Trong lịch sử Cộng hòa Nhân dân Trung Hoa, chức vụ Tỉnh trưởng Chính phủ Nhân dân tỉnh Sơn Tây có các tên gọi là Chủ tịch Chính phủ Nhân dân tỉnh Sơn Tây (1949 - 1955), Tỉnh trưởng Ủy ban Nhân dân tỉnh Sơn Tây (1955 - 1967), Chủ nhiệm Ủy ban Cách mạng tỉnh Sơn Tây (1967 - 1979), và Tỉnh trưởng Chính phủ Nhân dân tỉnh Sơn Tây (1980 đến nay). Tất cả các tên gọi này dù khác nhau nhưng cùng có ý nghĩa là Thủ trưởng Hành chính tỉnh Cát Lâm, tức nghĩa Tỉnh trưởng Chính phủ Nhân dân tỉnh Sơn Tây hiện nay.
Tỉnh trưởng Chính phủ Nhân dân tỉnh Sơn Tây hiện tại là Lâu Dương Sinh.

## Lịch sử

### Thủ trưởng thế hệ đầu

Các Tỉnh trưởng Chính phủ Nhân dân tỉnh Sơn Tây giai đoạn 1949 – 1977
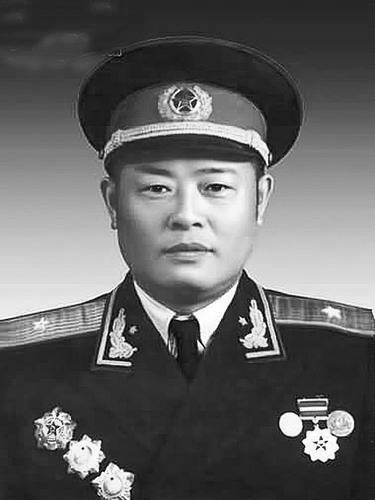
Tạ Chấn Hoa (1916 – 2011), Chủ nhiệm Ủy ban Cách mạng tỉnh Sơn Tây 1971 – 1977.
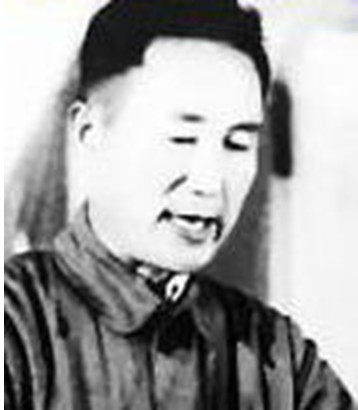
Lưu Các Bình (1904 – 1992), Chủ nhiệm Ủy ban Cách mạch tỉnh Sơn Tây 1967 – 1971.
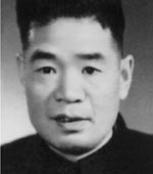
Vệ Hằng (1904 – 1967), Tỉnh trưởng Ủy ban Nhân dân tỉnh Sơn Tây 1958 – 1965.
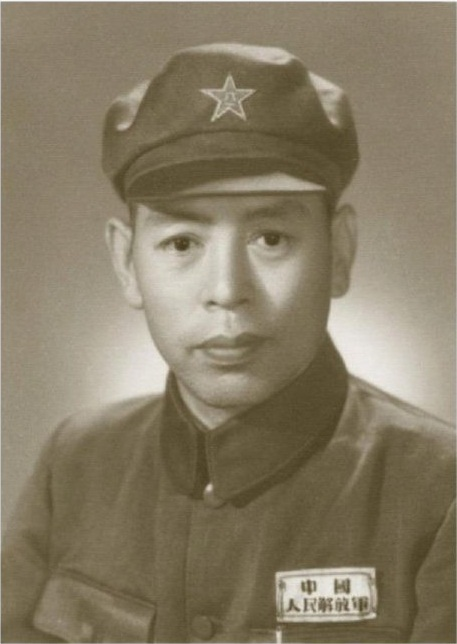
Vương Thế Anh (1905 – 1968), Tỉnh trưởng Ủy ban Nhân dân tỉnh Sơn Tây 1956 – 1958.
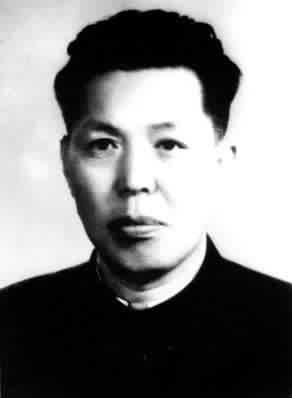
Bùi Lệ Sinh (1906 – 2000), Thủ trưởng hành chính Sơn Tây 1952 – 1956.
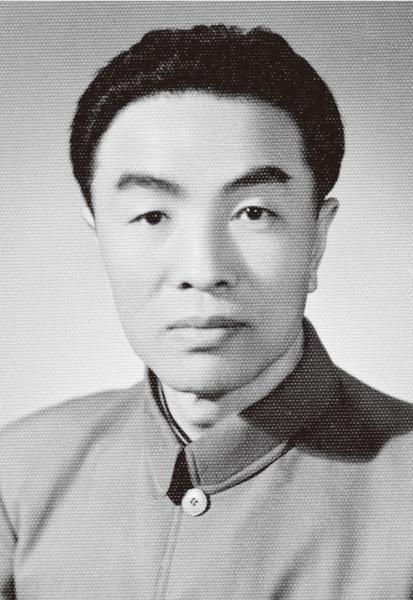
Lại Nhược Ngu (1910 – 1958), Chủ tịch Chính phủ Nhân dân tỉnh Sơn Tây 1951 – 1952.
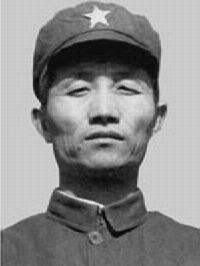
Trình Tử Hoa (1905 – 1991), Chủ tịch Chính phủ Nhân dân tỉnh Sơn Tây 1949 – 1951.

Tháng 5 năm 1949, toàn bộ lãnh thổ Sơn Tây được giải phóng. Vào tháng 8 cùng năm, Chính phủ Nhân dân Bắc Trung Quốc chính thức bổ nhiệm các thành viên của Chính phủ Nhân dân tỉnh Sơn Tây, chính thức thành lập, trụ sở tại Thái Nguyên, Sơn Tây. Từ năm 1949 đến năm 1955, Chính phủ Nhân dân tỉnh Sơn Tây có ba Chủ tịch gồm Trình Tử Hoa (1949 – 1951), Lại Nhược Ngu (1951 – 1952), Bùi Lệ Sinh (1952 – 1955). Sau khi Cộng hòa Nhân dân Trung Hoa được thành lập, Sơn Tây nằm trong các kế hoạch Tiểu tam tuyến kiến thiết và Chi viện nội địa, kinh tế xã hội Sơn Tây có hướng phát triển thời gian này. Trình Tử Hoa và Lại Nhược Ngu công tác ở Sơn Tây trong thời gian ngắn rồi về trung ương tại các Công hội, Trình Tử Hoa là Chủ nhiệm Tổng Hợp tác xã Cung ứng tiêu thụ Toàn quốc Trung Quốc, Lại Nhược Ngu là Chủ tịch Tổng Công hội Toàn quốc Trung Quốc.

Vào tháng 2 năm 1955, Chính phủ Nhân dân của tỉnh Sơn Tây được tổ chức lại thành Ủy ban Nhân dân tỉnh Sơn Tây. Từ năm 1955 đến năm 1967, Ủy ban Nhân dân tỉnh Sơn Tây có bốn Tỉnh trưởng gồm Bùi Lệ Sinh, tiếp tục giữ chức (1955 – 1956), Vương Thế Anh (1956 – 1958), Vệ Hằng (1958 – 1965), Vương Khiêm (1965 – 1967). Cát ba người đều gặp vấn đề trong Đại Cách mạng Văn hóa vô sản. Vương Thế Anh đã kiên quyết đối đầu với Giang Thanh và Khang Sinh trong một thời gian dài. Trong cuộc Đại Cách mạng Văn hóa vô sản, nhóm Cách mạng Văn hóa Trung ương do Giang Thanh và Khang Sinh lãnh đạo bắt đầu bức hại hàng loạt Đảng viên. Vào ngày 4 tháng 10 năm 1967, Vương Thế Anh bị đưa đến Ủy ban Trung ương Đảng Cộng sản Trung Quốc để chỉ trích và bị giam giữ. Vào ngày 15 tháng 2 năm 1968, tình trạng của ông xấu đi và được đưa vào bệnh viện để trị liệu bức xạ, thẩm vấn tại phòng bệnh. Ông mất vài ngày sau khi được thẩm vấn tại phòng bệnh. Vệ Hằng bị tra tấn bởi Hồng vệ binh, qua đời năm 1967 tại Thái Nguyên, Sơn Tây. Còn Vương Khiêm bị bắt bớ năm 1966, khi đang là Tỉnh trưởng Sơn Tây và giam giữ cho đến năm 1970. Về sau, vào năm 1979, Đặng Tiểu Bình tổ chức buổi lễ tưởng niệm các đồng chí, có Vương Thế Anh:
| “                                  | "Vương Thế Anh đã cống hiến công tác Mặt trận thống nhất ở Thượng Hải, Nam Kinh, Thiên Tân, Tây Bắc Trung Quốc và dũng cảm trong Chiến tranh chống Nhật Bản. Sau khi thành lập Cộng hòa Nhân dân Trung Hoa, ông giữ chức Tỉnh trưởng Ủy ban Nhân dân tỉnh Sơn Tây, cống hiến và xây dựng những thành tựu to lớn cho Đảng và nhân dân." | ” |
| — Vi Quốc Thanh đọc lời truy điệu. | |   |

Đối với Vệ Hằng, ông được Tỉnh ủy Sơn Tây minh oan năm 1985. Đới với Vương Khiêm thoát khỏi thanh trừ Cách mạng, quay trở lại năm 1975. Tháng 3 năm 1967, Ủy ban Cách mạng tỉnh Sơn Tây được thành lập. Từ năm 1967 đến năm 1979, Ủy ban Cách mạng tỉnh Sơn Tây có ba Chủ nhiệm, gồm Lưu Cách Bình (1967 – 1971), sau là Ủy viên Ủy ban Chính phủ Nhân dân Trung ương Trung Quốc, Thiếu tướng Tạ Chấn Hoa (1971 – 1975), Vương Khiêm, quay trở lại giữ chức (1975 – 1979). Trong thời kỳ Cách mạng Văn hóa, tại Sơn Tây đã tiến hành xây dựng chủ nghĩa tập thể, trong đó nổi bật là mô hình kinh tế tập thể chủ nghĩa tại thôn Đại Trại, Mao Trạch Đông từng ban ra lời hiệu triệu Nông nghiệp học Đại Trại. Sau cải cách kinh tế, kinh tế Sơn Tây chuyển từ phụ thuộc vào nguồn tài nguyên than đá phong phú dưới lòng đất sang dùng than đá để phát triển điện lực, than hóa học.

### Từ 1979
Vào tháng 12 năm 1979, Ủy ban Cách mạng của tỉnh Sơn Tây được giải thể và Chính phủ Nhân dân tỉnh Sơn Tây được tái lập. Các Tỉnh trưởng Chính phủ Nhân dân tỉnh Sơn Tây từ 1979 có La Quý Ba (1979 – 1983), Vương Sâm Hạo (1983 – 1992), Hồ Phú Quốc (1992 – 1993), Tôn Văn Thành (1993 – 1999), Lưu Chấn Hoa (1999 – 2004), Trương Bảo Thuận (2004 – 2005), Vu Yếu Quân (2005 – 2007), Mạnh Học Nông (2007 – 2008), Vương Quân (2008 – 2012), Lý Tiểu Bằng (2012 – 2016), Lâu Dương Sinh (2016 – 2019) và Lâm Vũ. Giai đoạn này có 12 Tỉnh trưởng Chính phủ Nhân dân tỉnh Sơn Tây, chỉ bốn người trở thành Bí thư Tỉnh ủy tỉnh Sơn Tây, chưa có lãnh đạo cao cấp nào từng giữ vị trí. Ngoài ra, có Mạnh Học Nông đã từng rời vị trí tới hai lần, lần thứ nhất năm 2003, đang là Thị trưởng Chính phủ Nhân dân thành phố Bắc Kinh, cách chức vì không kiểm soát thành công Sự kiện SARS, lần thứ hai năm 2008, đang là Tỉnh trưởng Chính phủ Nhân dân tỉnh Sơn Tây, từ chức vì không xử lý thành công Vụ lở đất Sơn Tây 2008.
Năm 2018, Sơn Tây là tỉnh đứng thứ mười tám về số dân, đứng thứ hai mươi hai về kinh tế Trung Quốc với 37 triệu dân, tương đương với Canada và GDP đạt 1.682 tỉ NDT (254,2 tỉ USD) tương ứng với Việt Nam. GDP bình quân đầu người của Sơn Tây năm 2018 là 45.425 NDT, tương ứng với 6.765 USD (hạng thứ 23), vị trí thấp ở Trung Quốc. Trong giai đoạn 2016 – 2019, khi Lâu Dương Sinh là Tỉnh trưởng Chính phủ Nhân dân tỉnh Sơn Tây, tỉnh đã đạt tốc độ tăng trưởng kinh tế tốt, khi Tổng sản phẩm nội địa tỉnh năm 2016 là 196,47 tỷ USD, năm 2019 dự kiến đạt 275 tỷ USD.

## Danh sách Tỉnh trưởng Chính phủ Nhân dân tỉnh Sơn Tây
Từ năm 1949 tính đến hiện tại, Chính phủ Nhân dân tỉnh Sơn Tây có 19 Tỉnh trưởng Chính phủ Nhân dân.
| STT                                                      | Tên                                                    | Quê quán                                               | Năm Sinh                                               | Nhiệm kỳ                                               | Chức vụ về sau (gồm hiện) | Chức vụ trước                                                                          |
| Chủ tịch Chính phủ Nhân dân tỉnh Sơn Tây (1949 - 1955)   | Chủ tịch Chính phủ Nhân dân tỉnh Sơn Tây (1949 - 1955) | Chủ tịch Chính phủ Nhân dân tỉnh Sơn Tây (1949 - 1955) | Chủ tịch Chính phủ Nhân dân tỉnh Sơn Tây (1949 - 1955) | Chủ tịch Chính phủ Nhân dân tỉnh Sơn Tây (1949 - 1955) | Chủ tịch Chính phủ Nhân dân tỉnh Sơn Tây (1949 - 1955) | Chủ tịch Chính phủ Nhân dân tỉnh Sơn Tây (1949 - 1955)                                 |
| -------------------------------------------------------- | ------------------------------------------------------ | ------------------------------------------------------ | ------------------------------------------------------ | ------------------------------------------------------ | --- | -------------------------------------------------------------------------------------- |
| 1                                                        | Trình Tử Hoa                                           | Hồng Đồng, Sơn Tây                                     | 1905 - 1991                                            | 08/1949 - 02/1951                                      | Nguyên Phó Chủ tịch Ủy ban Toàn quốc Hội nghị Hiệp thương Chính trị Nhân dân Trung Quốc, Nguyên Bí thư Tỉnh ủy tỉnh Sơn Tây, Nguyên Bộ trưởng Bộ Dân chính Trung Quốc, Nguyên Bộ trưởng Bộ Thương nghiệp Trung Quốc (đã giải thể), Nguyên Thường vụ Ủy ban Cố vấn Trung ương Đảng Cộng sản Trung Quốc                                                                                   | Qua đời năm 1991 ở Bắc Kinh.                                                           |
| 2                                                        | Lại Nhược Ngu                                          | Ngũ Đài Sơn Tây                                        | 1919 - 1958                                            | 02/1951 - 05/1952                                      | Nguyên Bí thư Tỉnh ủy tỉnh Sơn Tây, Nguyên Chủ tịch Tổng Công hội toàn quốc Trung Quốc. | Qua đời năm 1958 ở Bắc Kinh.                                                           |
| 3                                                        | Bùi Lệ Sinh                                            | Viên Khúc, Sơn Tây                                     | 1906 - 2000                                            | 05/1952 - 02/1955                                      | Nguyên Thường ủy Ủy ban Toàn quốc Hội nghị Hiệp thương Chính trị Nhân dân Trung Quốc | Qua đời năm 2000 ở Bắc Kinh.                                                           |
| Tỉnh trưởng Ủy ban Nhân dân tỉnh Sơn Tây (1955 - 1967)   |                                                        |                                                        |                                                        |                                                        | |                                                                                        |
| 3                                                        | Bùi Lệ Sinh                                            | Viên Khúc, Sơn Tây                                     | 1906 - 2000                                            | 02/1955 - 04/1956                                      | Nguyên Thường ủy Ủy ban Toàn quốc Hội nghị Hiệp thương Chính trị Nhân dân Trung Quốc | Qua đời năm 2000 ở Bắc Kinh.                                                           |
| 4                                                        | Vương Thế Anh                                          | Hồng Đồng, Sơn Tây                                     | 1905 - 1968                                            | 04/1956 - 11/1958                                      | Nguyên Thường ủy Ủy ban Toàn quốc Hội nghị Hiệp thương Chính trị Nhân dân Trung Quốc | Bị tra tấn bởi Hồng vệ binh, qua đời năm 1968 tại Bắc Kinh.                            |
| 5                                                        | Vệ Hằng                                                | Lăng Xuyên, Sơn Tây                                    | 1915 - 1967                                            | 11/1958 - 12/1965                                      | Nguyên Bí thư Tỉnh ủy tỉnh Sơn Tây. | Bị tra tấn bởi Hồng vệ binh, qua đời năm 1967 tại Thái Nguyên, Sơn Tây.                |
| 6                                                        | Vương Khiêm                                            | Dương Tuyền Sơn Tây                                    | 1917 - 2007                                            | 12/1965 - 01/1967                                      | Nguyên Bí thư Tỉnh ủy tỉnh Sơn Tây. | Qua đời năm 2007 ở Bắc Kinh.                                                           |
| Chủ nhiệm Ủy ban Cách mạng tỉnh Sơn Tây (1967 - 1979)    |                                                        |                                                        |                                                        |                                                        | |                                                                                        |
| 7                                                        | Lưu Cách Bình                                          | Mạnh Thôn, Hà Bắc                                      | 1904 - 1992                                            | 01/1967 - 06/1971                                      | Nguyên Bí thư Tỉnh ủy tỉnh Sơn Tây, Nguyên Chủ tịch Chính phủ Nhân dân Khu tự trị dân tộc Hồi Ninh Hạ, Nguyên Ủy viên Ủy ban Chính phủ Nhân dân Trung ương Trung Quốc (nay là Quốc vụ viện), Nguyên Chính ủy Quân khu Bắc Kinh (đã chuyển thể), Nguyên Hiệu trưởng Đại học Dân tộc Trung Quốc, Nguyên Ủy ban Thường vụ Đại hội Đại biểu Nhân dân Toàn quốc Cộng hòa Nhân dân Trung Hoa. | Qua đời năm 1992 ở Bắc Kinh.                                                           |
| 8                                                        | Tạ Chấn Hoa                                            | Sùng Nghĩa, Sơn Tây                                    | 1916 - 2011                                            | 04/1971 - 05/1975                                      | Thiếu tướng Giải phóng quân Nhân dân Trung Quốc, Nguyên Bí thư Tỉnh ủy tình Sơn Tây. | Qua đời năm 2011 ở Bắc Kinh.                                                           |
| 6                                                        | Vương Khiêm                                            | Dương Tuyền Sơn Tây                                    | 1917 - 2007                                            | 05/1975 - 12/1979                                      | Nguyên Bí thư Tỉnh ủy tỉnh Sơn Tây. | Lần thứ hai công tác ở Sơn Tây. Qua đời năm 2007 ở Bắc Kinh.                           |
| Tỉnh trưởng Chính phủ Nhân dân tỉnh Sơn Tây (1979 - nay) |                                                        |                                                        |                                                        |                                                        | |                                                                                        |
| 9                                                        | La Quý Ba                                              | Nam Khang, Giang Tây                                   | 1907 - 1995                                            | 12/1979 - 04/1983                                      | Nguyên Ủy viên Ủy ban Cố vấn Trung ương Đảng Cộng sản Trung Quốc. | Qua đời năm 1995 ở Bắc Kinh.                                                           |
| 10                                                       | Vương Sâm Hạo                                          | Từ Khê Chiết Giang                                     | 1933                                                   | 04/1983 - 08/1992                                      | Nguyên Bộ trưởng Bộ Công nghiệp Than Trung Quốc (đã giải thể), Nguyên Thường ủy Ủy ban Toàn quốc Hội nghị Hiệp thương Chính trị Nhân dân Trung Quốc. | Trước đó là Tổng Công trình sư Bộ trưởng Bộ Công nghiệp Than Trung Quốc.               |
| 11                                                       | Hồ Phú Quốc                                            | Trưởng TửSơn Tây                                       | 1937                                                   | 08/1992 - 09/1993                                      | Nguyên Bí thư Tỉnh ủy tỉnh Sơn Tây. | Trước đó là Phó Bộ trưởng Bộ Năng lượng Trung Quốc.                                    |
| 12                                                       | Tôn Văn Thành                                          | Uy Hải Sơn Đông                                        | 1942                                                   | 09/1993 - 07/1999                                      | Bộ trưởng Bộ Tài nguyên Trung Quốc, Nguyên Tổng Thanh tra Đất đai Quốc gia Trung Quốc. | Trước đó là Phó Bí thư Tỉnh ủy tỉnh Hồ Nam.                                            |
| 13                                                       | Lưu Chấn Hoa                                           | Lai Vu, Sơn Đông                                       | 1940                                                   | 07/1999 - 01/2004                                      | Nguyên Tỉnh trưởng Chính phủ Nhân dân tỉnh Sơn Tây. | Trước đó là Phó Bí thư Tỉnh ủy tỉnh Sơn Tây.                                           |
| 14                                                       | Trương Bảo Thuận                                       | Tần Hoàng Đảo Hà Bắc                                   | 1950                                                   | 01/2004 - 07/2005                                      | Nguyên Bí thư Tỉnh ủy tỉnh An Huy, Nguyên Bí thư Tỉnh ủy tình Sơn Tây. | Trước đó là Phó Bí thư Tỉnh ủy tỉnh Sơn Tây.                                           |
| 15                                                       | Vu Yếu Quân                                            | Phong Giang Tô                                         | 1953                                                   | 07/2005 - 08/2007                                      | Nguyên Bí thư Đảng ủy, Thứ trưởng Bộ Văn hóa Trung Quốc. | Trước đó là Thị trưởng Chính phủ Nhân dân thành phố Thâm Quyến.                        |
| 16                                                       | Mạnh Học Nông                                          | Bồng Lai Sơn Đông                                      | 1949                                                   | 08/2007 - 09/2008                                      | Nguyên Thị trưởng Chính phủ Nhân dân thành phố Bắc Kinh, Nguyên Phó Bí thư Cơ cấu trực thuộc Trung ương Đảng Cộng sản Trung Quốc. | Trước đó là Thị trưởng Chính phủ Nhân dân thành phố Bắc Kinh, từ chức vì Sự kiện SARS. |
| 17                                                       | Vương Quân (chính khách)                               | Đại Đồng Sơn Tây                                       | 1949                                                   | 09/2008 - 12/2012                                      | Phó Chủ nhiệm Ủy ban Dân số, Môi trường và Tài nguyên, Chính Hiệp Trung Quốc. Nguyên Bí thư Khu ủy Khu tự trị Nội Mông Cổ | Trước đó là Cục trưởng Cục Quản lý Nhà nước về An toàn lao động Trung Quốc.            |
| 18                                                       | Lý Tiểu Bằng                                           | Thành Đô Tứ Xuyên                                      | 1959                                                   | 01/2013 - 08/2016                                      | Ủy viên Ủy ban Trung ương Đảng Cộng sản Trung Quốc khóa XIX, Bộ trưởng Bộ Giao thông Vận tải Trung Quốc | Trước đó là Phó Bí thư Tỉnh ủy tỉnh Sơn Tây.                                           |
| 19                                                       | Lâu Dương Sinh                                         | Phố Giang Chiết Giang                                  | 1959                                                   | 08/2016 - 12/2019                                      | Ủy viên Ủy ban Trung ương Đảng Cộng sản Trung Quốc khóa XIX, Bí thư Tỉnh ủy tỉnh Sơn Tây. | Trước đó là Phó Bí thư Tỉnh ủy tỉnh Sơn Tây.                                           |
| 20                                                       | Lâm Vũ                                                 | Mân Hầu Phúc Kiến                                      | 1962                                                   | 12/2019 -                                              | Quyền Tỉnh trưởng Chính phủ Nhân dân tỉnh Sơn Tây. | Trước đó là Phó Bí thư Tỉnh ủy tỉnh Sơn Tây.                                           |

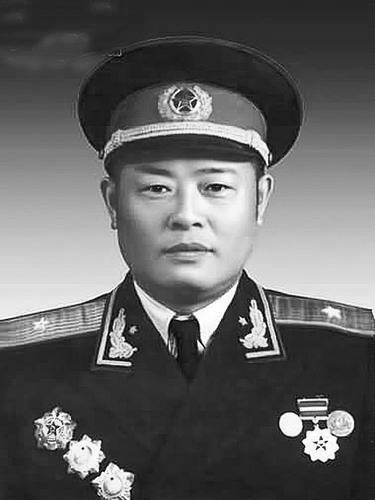
Tạ Chấn Hoa (1916 - 2011), Thiếu tướng Giải phóng quân Nhân dân Trung Quốc, Chủ nhiệm Ủy ban Cách mạng tỉnh Sơn Tây (1971 - 1977).
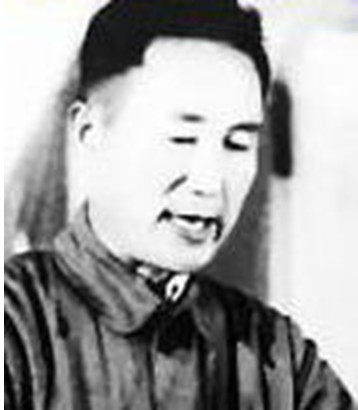
Lưu Các Bình (1904 - 1992), Ủy viên Ủy ban Chính phủ Nhân dân Trung ương Trung Quốc, Chủ nhiệm Ủy ban Cách mạch tỉnh Sơn Tây (1967 - 1971).
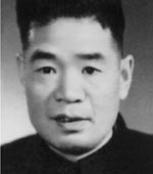
Vệ Hằng (1904 - 1967), Tỉnh trưởng Ủy ban Nhân dân tỉnh Sơn Tây (1958 - 1965).
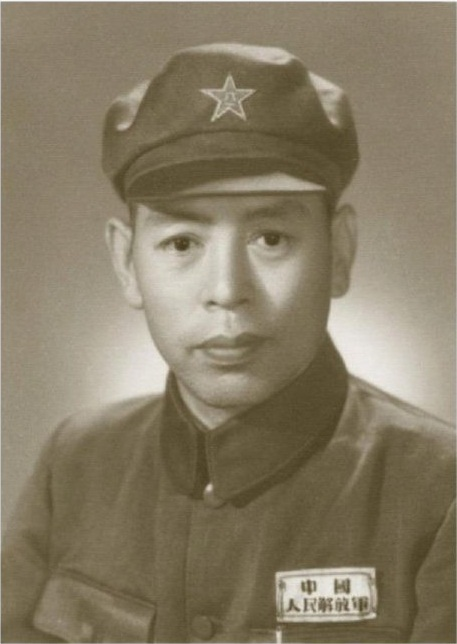
Vương Thế Anh (1905 - 1968), Tỉnh trưởng Ủy ban Nhân dân tỉnh Sơn Tây (1956 - 1958).
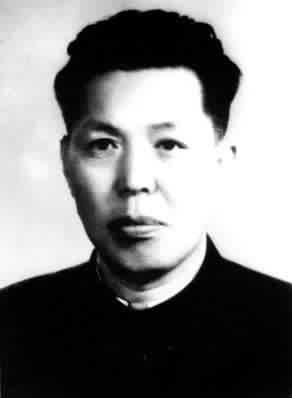
Bùi Lệ Sinh (1906 - 2000), Thủ trưởng hành chính Sơn Tây (1952 - 1956).
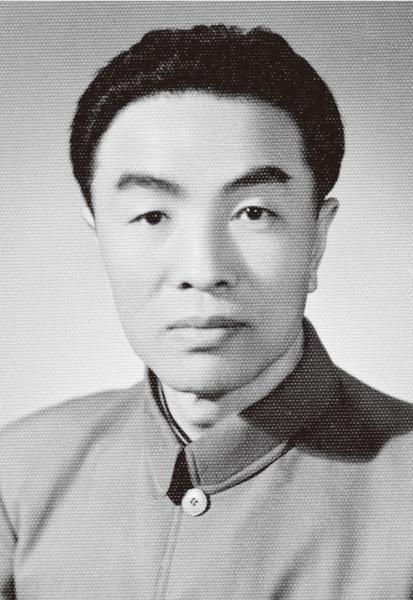
Lại Nhược Ngu (1910 - 1958), Chủ tịch Chính phủ Nhân dân tỉnh Sơn Tây (1951 - 1952).
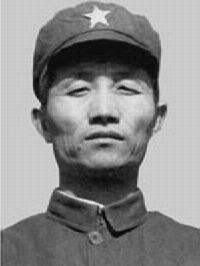
Trình Tử Hoa (1905 - 1991), Chủ tịch Chính phủ Nhân dân tỉnh Sơn Tây (1949 - 1951).

## Tên gọi khác của chức vụ Tỉnh trưởng Chính phủ Nhân dân

#### Chủ tịch Chính phủ Nhân dân tỉnh Sơn Tây (1949 - 1955)
- Trình Tử Hoa, Chủ tịch Chính phủ Nhân dân tỉnh Sơn Tây (1949 - 1951).
- Lại Nhược Ngu, Tỉnh trưởng Ủy ban Nhân dân tỉnh Sơn Tây (1951 - 1952).
- Bùi Lệ Sinh, Tỉnh trưởng Ủy ban Nhân dân tỉnh Sơn Tây (1952 - 1955).

Tỉnh trưởng Ủy ban Nhân dân tỉnh Sơn Tây (1955 - 1967)
- Bùi Lệ Sinh, Tỉnh trưởng Ủy ban Nhân dân tỉnh Sơn Tây (1955 - 1956).
- Vương Thế Anh, Tỉnh trưởng Ủy ban Nhân dân tỉnh Sơn Tây (1956 - 1958).
- Vệ Hằng, Tỉnh trưởng Ủy ban Nhân dân tỉnh Sơn Tây (1958 - 1965).
- Vương Khiêm, Tỉnh trưởng Ủy ban Nhân dân tỉnh Sơn Tây (1965 - 1967).

#### Chủ nhiệm Ủy ban Cách mạng tỉnh Sơn Tây (1967 - 1979)
- Lưu Cách Bình, nguyên Chủ nhiệm Ủy ban Cách mạng tỉnh Liêu Ninh (1967 - 1971).
- Tạ Chấn Hoa, nguyên Chủ nhiệm Ủy ban Cách mạng tỉnh Liêu Ninh (1971 - 1975).
- Vương Khiêm, nguyên Chủ nhiệm Ủy ban Cách mạng tỉnh Liêu Ninh (1975 - 1979).

Sơn Tây chưa có cán bộ lãnh đạo quốc gia, cao cấp nào từng giữ vị trí Tỉnh trưởng Chính phủ Nhân dân tỉnh Sơn Tây.